# Johannes Thomas
Johannes Thomas, född den 11 september 1949 i Dresden i Tyskland, är en östtysk roddare.
Han tog OS-silver i fyra utan styrman i samband med de olympiska roddtävlingarna 1976 i Montréal.